# ZipTorrent
ZipTorrent là một trình khách BitTorrent được viết bằng ngôn ngữ lập trình C++ với mục tiêu là chương trình nhỏ gọn và nhanh.

## Tính năng chính
- Trình đọc tin RSS được xây dựng sẵn có khả năng dò tin của nhiều nguồn cung cấp cùng một lúc
- Trình khách IRC được xây dựng sẵn có khả năng kết nối nhiều mạng khác nhau cùng một lúc
- Tính năng tự động tóm (catcher) nội dung — khi bạn gõ vào một từ và yêu cầu ZipTorrent thực hiện việc tìm kiếm, thì nó sẽ tự động câu nội dung ấy trên trang RSS và kênh IRC, và tự động tải nội dung ấy về cho bạn.
- Torrent Archive sẽ tự động "đánh thức" tệp torrent ngủ quên không có bất kỳ hành động tải về hoặc tải lên nào.

## Sử dụng trong các hãng phần mềm thứ 3
- XPCOM (Mozilla Foundation)
- MFC (Microsoft)
- LibTorrent (Arvid Norberg)
- TinyXML (Lee Thomason)